# فرودگاه نیروی هوایی سلطنتی سنت انجلو
فرودگاه نیروی هوایی سلطنتی سنت انجلو (به انگلیسی: RAF St Angelo) یک فرودگاه نظامی جنگی است که یک باند فرود بتن دارد و طول باند آن ۱۳۲۶ متر است. این فرودگاه در کشور ایرلند قرار دارد و در ارتفاع ۴۷ متری از سطح دریا واقع شده است.